# Aconophora laminata
Aconophora laminata är en insektsart som beskrevs av Leon Fairmaire. Aconophora laminata ingår i släktet Aconophora och familjen hornstritar. Inga underarter finns listade i Catalogue of Life.